# James Graham, 1:e hertig av Montrose
James Graham, 4:e markis och 1:e hertig av Montrose, född i april 1682, död den 7 januari 1742, var en brittisk politiker, sonsons son till James Graham, 1:e markis av Montrose och farfar till James Graham, 3:e hertig av Montrose.
Montrose ärvde markisvärdigheten 1684, blev 1705 Skottlands storamiral och 1706 rådets president samt belönades 1707 för sina förtjänster om unionens åvägabringande med hertiglig värdighet. Han var 1709–1713 skotsk sigillbevarare, utsågs 1714 av Georg I till statssekreterare för Skottland och innehade ånyo 1716–1733 sigillbevararsysslan.

## Familj
James Graham gifte sig 1702 med lady Christian Carnegie (d. 1744), dotter till David Carnegie, 3:e earl av Northesk. 
Barn:
- David Graham, 1:e earl Graham (1705–1731)
- William Graham, 2:e hertig av Montrose (1712–1790)
- George Graham (1715–1747)